# Ogólny błąd ochrony
Ogólny błąd ochrony (ang. general protection fault) – błąd pojawiający się w systemie architektury Intel x86, gdy bieżąco wykonywany program komputerowy w jakiś sposób narusza zasady korzystania ze sprzętu, na którym jest wykonywany. Te zasady mają za zadanie chronić dane i inne programy przed oczywistymi i potencjalnie katastrofalnymi błędami wykonywania procesów. Błędy, które powodują wystąpienie ogólnego błędu ochrony, są zazwyczaj nieodwracalne i uważa się, że najbezpieczniejszą reakcją na nie jest przerwanie działania programu i usunięcie jego procesu (procesów) z systemu operacyjnego.

## Przyczyny błędów
Wyróżnia się na ogół cztery typy zdarzeń, które powodują powstanie tego błędu.
W systemie Windows każde z nich powoduje zgłoszenie stosownego komunikatu, różniącego się jednak treścią w zależności od wersji systemu. W systemach takich jak Unix lub Linux, błędy te są zgłaszane osobno (np. segmentation fault w przypadku błędów pamięci).
| Wersja systemu Windows                                                           | Treść komunikatu | Uwagi | Ilustracja |
| -------------------------------------------------------------------------------- | --- | --- | ---------- |
| Windows 3.0                                                                      | Unrecoverable Application Error Terminating current application. | |            |
| Windows 3.1x                                                                     | [Nazwa programu] spowodował błąd ogólnego zabezpieczenia w module [nazwa modułu] przy [adres pamięci]. | |            |
| Windows 95 Windows 98 Windows NT 4.0                                             | Program wykonał nieprawidłową operację i nastąpi jego zamknięcie. Jeżeli problem będzie się powtarzał, skontaktuj się ze sprzedawcą. | Po kliknięciu na przycisk Szczegóły>> użytkownik może dowiedzieć się o źródle błędu. |            |
| Windows 2000                                                                     | [Nazwa programu] wygenerował błędy i będzie zamknięty przez system Windows. Musisz ponownie uruchomić program. Tworzony jest dziennik błędów. | |            |
| Windows Me                                                                       | [Nazwa programu] spowodował wystąpienie błędu w [nazwa modułu]. Nastąpi zamknięcie programu. Jeżeli problemy będą nadal występować, spróbuj ponownie uruchomić komputer.                                                                                    | |            |
| Windows XP Windows Server 2003 Windows Server 2003 R2                            | Wystąpił problem z aplikacją [nazwa programu] i zostanie ona zamknięta. Przepraszamy za kłopoty. Jeżeli jesteś w trakcie pracy, informacje, nad którymi pracujesz, mogły zostać utracone. […] Aby zobaczyć, co zawiera ten raport o błędach, kliknij tutaj. | Użytkownik ma możliwość przesłania do Microsoftu raportu na temat błędu aplikacji. | ?          |
| Windows Vista i nowsze, z wyłączeniem Windows 10, Windows Server 2008 i nowszych | Program [nazwa programu] przestał działać. Program przestał działać poprawnie z powodu wystąpienia problemu. System Windows zamknie program i powiadomi Cię, jeśli istnieje dostępne rozwiązanie.                                                           | Przy domyślnych ustawieniach system wysyła raport o błędzie do Microsoftu. Użytkownik może skonfigurować system, by ten każdorazowo pytał lub wcale nie wysyłał raportów. | ?          |
| Windows 10 Windows 11                                                            | Program [nazwa programu] przestał działać. Program przestał działać poprawnie z powodu wystąpienia problemu. System Windows zamknie program i powiadomi Cię, jeśli istnieje dostępne rozwiązanie.                                                           | System wysyła raport o błędzie do Microsoftu. Użytkownicy mający licencje komercyjne mogą określić[,] ile danych ma się znaleźć w wysyłanym raporcie. Uwaga: W nowszych wydaniach systemów Windows 10 i Windows 11 komunikat ten nie pojawia się w ogóle, a program który ulegnie awarii zostaje natychmiastowo zamknięty „po cichu” | ?          |

W systemach z rodziny Windows 9x występuje także inny komunikat, który przeważnie pojawia się w przypadku problemów z aplikacjami 16-bitowymi: „Wystąpił błąd w programie. Aby kontynuować pracę, kliknij Zignoruj i zapisz pracę w nowym pliku. Aby zakończyć działanie programu, kliknij Zamknij. Informacje wprowadzone po czasie ostatniego użycia polecenia Zapisz zostaną stracone.” W zależności od wersji systemu Windows, kliknięcie przycisku Zamknij spowoduje wyświetlenie jednego z powyższych komunikatów błędu. Kliknięcie przycisku Zignoruj może czasem spowodować taki sam skutek.

### Błędy pamięci
Ten przypadek zachodzi, gdy program próbuje wykonać operację na części pamięci komputera, do której nie powinien mieć dostępu. Obejmuje on:
- Pisanie do pamięci, która jest tylko do odczytu
- Próbę wykonania rozkazu z pamięci, która nie jest przeznaczona na instrukcje
- Próbę odczytania danych z pamięci przeznaczonej na instrukcje
- Inne konflikty pomiędzy przeznaczeniem pamięci a jej użytkowaniem przez program

### Błędy braku uprawnień
W komputerze są obszary, które są zarezerwowane do wyłącznego użytku przez system operacyjny. Jeśli program, który nie jest częścią systemu operacyjnego próbuje użyć któregoś z nich, może spowodować to powstanie błędu ochrony.

### Błędne zachowanie
Specyfikacja architektury Intela zawiera pewne konwencje, do których programy powinny się stosować, przeważnie ze względu na ochronę poprawności danych w programach i pomiędzy nimi. Program, który ich nie przestrzega, może spowodować powstanie ogólnego błędu ochrony.

### Błędy formatu
Ogólny błąd ochrony może się pojawić, jeśli rozkaz załadowany przez procesor jest nieprawidłowy (nie ma go na liście rozkazów procesora) lub zbyt długi.

## Techniczny opis przyczyn błędów
Ogólny błąd ochrony może zostać wywołany z wielu różnych powodów:
- błędy naruszenia segmentacji poprzez przekroczenie granic segmentu
  - przy użyciu rejestrów CS, DS, ES, FS lub GS,
  - poprzez dostęp do tablic deskryptorów (takich jak globalna tablica deskryptorów – GDT, tablica deskryptorów przerwań – IDT, lub lokalna tablica deskryptorów – LDT),

- błędy naruszenia segmentacji poprzez złamanie reguł dostępu do segmentu
  - skok do kodu w segmencie oznaczonym jako niewykonywalny (ang. nonexecutable segments)
  - zapis do segmentu kodu lub do segmentów tylko do odczytu
  - odczyt z segmentów przeznaczonych tylko do wykonania (ang. execute-only segments)

- nieprawidłowa zawartość rejestrów segmentowych
  - segment stosu (ang. stack segment; skr. SS) zawiera selektor segmentu tylko do odczytu, wykonania lub segment pusty (ang. null segment)
  - segment kodu (ang. code segment; skr. CS) zawiera selektor segmentu danych lub segmentu pustego
  - SS, DS, ES, FS, GS zawiera selektor segmentu wskazujący na segment należący do systemu operacyjnego
  - DS, ES, ES, FS, GS zawiera selektor segmentu wskazujący na segment tylko do wykonania

- dostęp do pamięci przy użyciu DS, ES, FS, lub GS, gdy zawierają one zerowy selektor

- przełączanie zadań (TSS)
  - przełączanie do zajętego zadania podczas wywołania lub skoku
  - przełączanie do dostępnego zadania podczas IRET

- inne
  - próba dostępu do obsługi przerwania lub wyjątku w trybie wirtualnym v86, gdy DPL segmentu kodu jest większe od 0.
  - próba zapisu 1 do zarezerwowanych bitów CR4
  - próba wykonania uprzywilejowanej instrukcji na poziomie uprzywilejowania (ang. current privilege level; CPL) różnym od 0
  - zapis zarezerwowanego bitu w MSR
  - dostęp do bramy zawierającej zerowy selektor segmentu
  - wykonanie przerwania programowego, gdy CPL jest większy niż DPL dla bramy wywołania przerwania
  - selektor segmentu w programie wywołania przerwania lub pułapki nie wskazuje na segment kodu
  - próba załadowania do procesora rozkazu dłuższego niż 15 bajtów
  - przekroczenie uprawnień
  - włączenie stronicowania pamięci z równoczesnym wyłączeniem ochrony pamięci

Na podstawie: Intel Architecture Software Developer’s Manual Volume 3: System Programming